# Moidele Bickel
Moidele Bickel (* 6. März 1937 in München; † 16. Mai 2016 in Berlin) war eine deutsche Kostümbildnerin. Bickel, die sowohl am Theater als auch für die Filmindustrie arbeitete, wurde mehrfach für ihre Entwürfe ausgezeichnet. In manchen Filmen wird sie unter dem Pseudonym Bernadette Villard geführt.

## Leben
Bickel begann ihre Karriere als Kostümbildnerin am Theater am Turm in Frankfurt am Main. 1970 zog Bickel um nach Berlin, um dort 22 Jahre lang die Inszenierungen Peter Steins mit Kostümen auszustatten. Sie arbeitete mit Stein zunächst an der Schaubühne am Halleschen Ufer und ab 1981 an der Schaubühne am Lehniner Platz. Ab Anfang der 1970er Jahre war Bickel auch immer wieder für Film- und Fernsehproduktionen tätig und arbeitete auch außerhalb Berlins an Theatern in Europa, so auch vielfach bei den Salzburger Festspielen, für die sie erstmals 1972 tätig war (UA von Der Ignorant und der Wahnsinnige von Thomas Bernhard). 1994 entwarf sie die Kostüme für Patrice Chéreaus Inszenierung von Don Giovanni. Mit Chéreau arbeitete Bickel auch bei der Verfilmung des Romans La Reine Margot (Die Bartholomäusnacht) zusammen. Für die Kostüme des Historienfilms wurde Bickel 1995 für einen Academy Award nominiert. Darüber hinaus arbeitete sie zum Beispiel für verschiedene Inszenierungen von Robert Wilson, unter anderem für Death Destruction & Detroit I und Death Destruction & Detroit II sowie auf der Expo 98 für das Stück The White Raven. Für die Saison 2011/2012 entwarf Bickel unter anderem die Kostüme für das Drama Marija von Isaak Babel am Düsseldorfer Schauspielhaus. Für die Uraufführung von Marc-André Dalbavies Oper Charlotte Salomon am 28. Juli 2014 wurde sie erneut von den Salzburger Festspielen verpflichtet, Regie führte Luc Bondy.

## Filmografie (Auswahl)
- 1976: Die Marquise von O. (La Marquise d’O…)
- 1993: Germinal
- 1994: Die Bartholomäusnacht (La Reine Margot)
- 1996: Don Carlos
- 2007: Tristan und Isolde
- 2009: Die zweite Überraschung der Liebe von Marivaux (La seconde surprise de l’amour)
- 2009: Das weiße Band – Eine deutsche Kindergeschichte

## Nominierungen und Auszeichnungen
- British Academy Film Award 1977 für die „Besten Kostüme“ für Die Marquise von O.
- Oscarverleihung 1995: Nominierung für das „Beste Kostümdesign“ für Die Bartholomäusnacht
- César
  - César 1994 für die „Besten Kostüme“ für Germinal
  - César 1995 für die „Besten Kostüme“ für Die Bartholomäusnacht
- David di Donatello 1995: Nominierung für Die Bartholomäusnacht
- Deutscher Filmpreis 2010 für das „Beste Kostümbild“ für Das weiße Band – Eine deutsche Kindergeschichte